# Бања (Прибој)
Бања је насеље у Србији у општини Прибој у Златиборском округу. Према попису из 2022. било је 2523 становника.

## Географија
Бања је место извора термоминералне воде, температуре 38 °C (степени Целзијуса). У Бањи још постоје стационар са великим и три мала базена, приватни велики базен, на месту незавршеног хотела и Манастир Бања, посвећен Светом Николи. Манастир је грађен за време Немањића, отприлике кад и Манастир Милешева.
Један део бање враћен је у фебруару 2013. Српској православној цркви, епархији милешевској.

## Историја
Године 1154. путописац Идризи означио је на својој карти свијета мали град Бању на ријеци Лим. Свети Сава је 1219. године прогласио манастир Бању за једно од првих осам епископских сједишта Српске православне цркве, установивши на подручју жупе Дабар нову Дабарску епархију. Археолози Завода за заштиту споменика културе су 2012. поред манастира Бања открили остатке средњовјековног града и остатке првобитног манастира Светог Николе Дабарског.
Манастир са православном црквом посвећеној Св. Николи, је задужбина српског владара Стефана Уроша III "Храпавог". Урош се опоравио ту пијући воду са лековитог топлог извора. Првобитни манастир је страдао у пожару, а обновљен је у трећој деценији 14. вијека, у доба краља Стефана Дечанског. Манастир је више пута страдао и био обновљен. Последњи пут га је обновио Дионисије Вранешевић са народом. После тога 1875. године Турци су га порушили, а у спаљеној цркви без крова уселила се турска војна посада. Поред цркве је и даље лековита топла вода, на чијем току се у другој половини 19. века окретао воденички точак.

## Образовање
Основна школа Никола Тесла је једина школа на Бањи. Она потиче још из 1853. године.

## Демографија
У насељу Бања живи 1676 пунолетних становника, а просечна старост становништва износи 38,1 година (36,2 код мушкараца и 40,0 код жена). У насељу има 707 домаћинстава, а просечан број чланова по домаћинству је 3,05.
Ово насеље је великим делом насељено Србима (према попису из 2002. године).
|             | \| Демографија[4] \| Демографија[4] \| Демографија[4] \| \| Година \| Становника \| Становника \| \| -------------- \| -------------- \| -------------- \| \| 1948. \| 1.639 \| \| \| 1953. \| 1.765 \| \| \| 1961. \| 2.148 \| \| \| 1971. \| 2.300 \| \| \| 1981. \| 2.164 \| \| \| 1991. \| 2.157 \| 2.136 \| \| 2002. \| 2.163 \| 2.225 \| \| 2011. \| 3.013 \| \| |            |
| Демографија | |            |
| Година      | Становника | Становника |
| 1948.       | 1.639 |            |
| 1953.       | 1.765 |            |
| 1961.       | 2.148 |            |
| 1971.       | 2.300 |            |
| 1981.       | 2.164 |            |
| 1991.       | 2.157 | 2.136      |
| 2002.       | 2.163 | 2.225      |
| 2011.       | 3.013 |            |

| Етнички састав према попису из 2002.‍ | Етнички састав према попису из 2002.‍ | Етнички састав према попису из 2002.‍ | Етнички састав према попису из 2002.‍ | Етнички састав према попису из 2002.‍ |
| ------------------------------------ | ------------------------------------ | ------------------------------------ | ------------------------------------ | ------------------------------------ |
|                                      |                                      |                                      |                                      |                                      |
| Срби                                 | Срби                                 |                                      | 2.129                                | 98,42%                               |
| Црногорци                            | Црногорци                            |                                      | 16                                   | 0,73%                                |
| Украјинци                            | Украјинци                            |                                      | 3                                    | 0,13%                                |
| Хрвати                               | Хрвати                               |                                      | 1                                    | 0,04%                                |
| Бугари                               | Бугари                               |                                      | 1                                    | 0,04%                                |
| Југословени                          | Југословени                          |                                      | 1                                    | 0,04%                                |
| непознато                            | непознато                            |                                      | 8                                    | 0,36%                                |

| Година пописа     | 1948. | 1953. | 1961. | 1971. | 1981. | 1991. | 2002. |
| ----------------- | ----- | ----- | ----- | ----- | ----- | ----- | ----- |
| Број домаћинстава | 272   | 299   | 470   | 628   | 538   | 622   | 707   |

| Број чланова      | 1   | 2   | 3   | 4   | 5  | 6  | 7 | 8 | 9 | 10 и више | Просек |
| ----------------- | --- | --- | --- | --- | -- | -- | - | - | - | --------- | ------ |
| Број домаћинстава | 123 | 166 | 119 | 204 | 62 | 19 | 9 | 2 | 3 | 0         | 3,05   |

| Пол    | Укупно | Неожењен/Неудата | Ожењен/Удата | Удовац/Удовица | Разведен/Разведена | Непознато |
| ------ | ------ | ---------------- | ------------ | -------------- | ------------------ | --------- |
| Мушки  | 878    | 273              | 556          | 31             | 9                  | 9         |
| Женски | 909    | 190              | 563          | 144            | 8                  | 4         |
| УКУПНО | 1.787  | 463              | 1.119        | 175            | 17                 | 13        |

| Пол    | Укупно                    | Пољопривреда, лов и шумарство | Рибарство                            | Вађење руде и камена | Прерађивачка индустрија       |
| ------ | ------------------------- | ----------------------------- | ------------------------------------ | -------------------- | ----------------------------- |
| Мушки  | 392                       | 37                            | 0                                    | 0                    | 120                           |
| Женски | 196                       | 40                            | 0                                    | 0                    | 31                            |
| УКУПНО | 588                       | 77                            | 0                                    | 0                    | 151                           |
| Пол    | Производња и снабдевање   | Грађевинарство                | Трговина                             | Хотели и ресторани   | Саобраћај, складиштење и везе |
| Мушки  | 11                        | 85                            | 24                                   | 14                   | 33                            |
| Женски | 4                         | 2                             | 18                                   | 12                   | 4                             |
| УКУПНО | 15                        | 87                            | 42                                   | 26                   | 37                            |
| Пол    | Финансијско посредовање   | Некретнине                    | Државна управа и одбрана             | Образовање           | Здравствени и социјални рад   |
| Мушки  | 2                         | 4                             | 18                                   | 11                   | 18                            |
| Женски | 2                         | 2                             | 5                                    | 22                   | 51                            |
| УКУПНО | 4                         | 6                             | 23                                   | 33                   | 69                            |
| Пол    | Остале услужне активности | Приватна домаћинства          | Екстериторијалне организације и тела | Непознато            | Непознато                     |
| Мушки  | 7                         | 0                             | 0                                    | 8                    | 8                             |
| Женски | 0                         | 0                             | 0                                    | 3                    | 3                             |
| УКУПНО | 7                         | 0                             | 0                                    | 11                   | 11                            |